# 国道211号
国道211号（こくどう211ごう）は、大分県日田市から福岡県北九州市八幡西区に至る一般国道である。

## 概要

### 路線データ
一般国道の路線を指定する政令に基づく起終点および重要な経過地は次のとおり。
- 起点：日田市（高井町交差点 = 国道210号交点）
- 終点：北九州市八幡西区（筒井町交差点 = 国道3号交点、国道200号起点、福岡県道279号本城熊手線終点）
- 重要な経過地：福岡県朝倉郡小石原村[注釈 3]、同県嘉穂郡嘉穂町[注釈 4]、飯塚市、直方市
- 総延長 : 55.4 km（福岡県 42.0 km、北九州市 6.0 km、大分県 7.4 km）重用延長を含む[2][注釈 5]
- 重用延長 : 0.0 km（福岡県 0.0 km、北九州市 - km、大分県 - km）[2][注釈 5]
- 未供用延長 : なし[2][注釈 5]
- 実延長 : 55.4 km（福岡県 42.0 km、北九州市 6.0 km、大分県 7.4 km）[2][注釈 5]
  - 現道 : 53.4 km（福岡県 40.0 km、北九州市 6.0 km、大分県 7.4 km）[2][注釈 5]
  - 旧道 : 2.0 km（福岡県 2.0 km、北九州市 - km、大分県 - km）[2][注釈 5]
  - 新道 : なし[2][注釈 5]
- 指定区間：なし[3]

## 歴史
- 1953年（昭和28年）5月18日 - 二級国道211号日田八幡線（日田市 - 八幡市[注釈 6]）として指定施行[4]。
- 1965年（昭和40年）4月1日 - 道路法改正により一級・二級区分が廃止されて一般国道211号（日田市 - 北九州市）として指定施行[1]。
- 2003年（平成15年）4月1日 - 北九州市八幡西区馬場山 - 同区引野の北九州市道が国道200号に昇格したのに伴い、従来の重複区間の一部が国道211号の単独区間となり、管理を北九州市に移管[注釈 7]。
- 2020年（令和2年）春 - 慢性的な渋滞緩和のため、上津役地区の道路を4車線（片側2車線）に拡張。

## 路線状況

### バイパスとして整備された区間
- 小石原バイパス - 東峰村小石原から嘉麻市にかけての嘉麻峠の区間。

### 重複区間
- 国道386号（大分県日田市大字夜明・夜明大橋北交差点 - 日田市大字夜明・夜明三差路交差点）
- 国道500号（福岡県朝倉郡東峰村大字小石原・小石原交差点 - 朝倉郡東峰村大字小石原）
- 国道200号（福岡県飯塚市片島2丁目・水江交差点 - 北九州市八幡西区馬場山西・馬場山交差点）
- 国道200号（福岡県北九州市八幡西区引野1丁目・引野口交差点 - 北九州市八幡西区黒崎3丁目・筒井町交差点（終点））

### 道路施設

#### トンネル
- 福岡県
  - 嘉麻隧道：延長103 m、1974年（昭和49年）竣工、嘉麻市

#### 道の駅
- 福岡県
  - 小石原（朝倉郡東峰村）

## 地理

### 通過する自治体
- 大分県
  - 日田市
- 福岡県
  - 朝倉郡東峰村 - 嘉麻市 - 飯塚市 - 鞍手郡小竹町 - 直方市 - 北九州市（八幡西区）

### 交差する道路
| 交差する道路                                           | 都道府県名 | 市町村名 | 市町村名 | 交差する場所                      | 交差する場所                          |
| ------------------------------------------------------ | ---------- | -------- | -------- | --------------------------------- | ------------------------------------- |
| 国道210号                                              | 大分県     | 日田市   | 日田市   | 大字川下                          | 高井町交差点 / 起点                   |
| 国道386号 重複区間起点                                 | 大分県     | 日田市   | 日田市   | 大字夜明                          | 夜明大橋北交差点                      |
| 国道386号 重複区間終点                                 | 大分県     | 日田市   | 日田市   | 大字夜明                          | 夜明三差路交差点                      |
| 大分県道670号和田大鶴停車場線 重複区間起点             | 大分県     | 日田市   | 日田市   | 大字大肥                          |                                       |
| 大分県道671号大鶴熊取線                                | 大分県     | 日田市   | 日田市   | 大字大肥                          |                                       |
| 大分県道670号和田大鶴停車場線 重複区間終点             | 大分県     | 日田市   | 日田市   | 大字大肥                          |                                       |
| 福岡県道52号八女香春線 重複区間起点                    | 福岡県     | 朝倉郡   | 東峰村   | 大字宝珠山                        | 宝珠山交差点                          |
| 福岡県道52号八女香春線 重複区間終点                    | 福岡県     | 朝倉郡   | 東峰村   | 大字福井                          | 塔の元交差点                          |
| 国道500号 重複区間起点                                 | 福岡県     | 朝倉郡   | 東峰村   | 大字小石原                        | 小石原交差点                          |
| 国道500号 重複区間終点                                 | 福岡県     | 朝倉郡   | 東峰村   | 大字小石原                        |                                       |
| 福岡県道78号添田小石原線                               | 福岡県     | 朝倉郡   | 東峰村   | 大字小石原                        |                                       |
| 福岡県道67号田川桑野線                                 | 福岡県     | 嘉麻市   | 嘉麻市   | 桑野                              |                                       |
| 福岡県道442号原田上山田線 重複区間起点                 | 福岡県     | 嘉麻市   | 嘉麻市   | 上                                | 上村交差点                            |
| 福岡県道442号原田上山田線 重複区間終点                 | 福岡県     | 嘉麻市   | 嘉麻市   | 上                                |                                       |
| 福岡県道440号宮小路中益線 / 新道                       | 福岡県     | 嘉麻市   | 嘉麻市   | 大隈                              |                                       |
| 福岡県道440号宮小路中益線                              | 福岡県     | 嘉麻市   | 嘉麻市   | 中益                              |                                       |
| 国道322号                                              | 福岡県     | 嘉麻市   | 嘉麻市   | 大隈町                            | 大隈交差点                            |
| 福岡県道443号下山田碓井線                              | 福岡県     | 嘉麻市   | 嘉麻市   | 牛隈                              | 牛隈交差点                            |
| 福岡県道413号千手稲築線                                | 福岡県     | 嘉麻市   | 嘉麻市   | 岩崎                              |                                       |
| 福岡県道415号口ノ原稲築線 福岡県道444号豆田稲築線      | 福岡県     | 嘉麻市   | 嘉麻市   | 岩崎                              | 稲築郵便局前交差点                    |
| 国道201号 / 飯塚庄内田川バイパス                       | 福岡県     | 飯塚市   | 飯塚市   | 鶴三緒                            | 免許試験場前交差点                    |
| 福岡県道402号飯塚山田線                                | 福岡県     | 飯塚市   | 飯塚市   | 菰田西3丁目                       | 東町橋東交差点                        |
| 福岡県道473号瀬戸飯塚線                                | 福岡県     | 飯塚市   | 飯塚市   | 飯塚                              |                                       |
| 福岡県道426号新飯塚停車場線                            | 福岡県     | 飯塚市   | 飯塚市   | 吉原町                            | 吉原町交差点                          |
| 国道201号                                              | 福岡県     | 飯塚市   | 飯塚市   | 片島2丁目                         | 片島交差点                            |
| 国道200号 / 現道 重複区間起点 国道200号 / 直方バイパス | 福岡県     | 飯塚市   | 飯塚市   | 片島2丁目                         | 水江交差点                            |
| 福岡県道448号幸袋柏森線                                | 福岡県     | 飯塚市   | 飯塚市   | 幸袋                              |                                       |
| 福岡県道30号飯塚福間線                                 | 福岡県     | 飯塚市   | 飯塚市   | 幸袋                              |                                       |
| 福岡県道425号鯰田停車場線                              | 福岡県     | 飯塚市   | 飯塚市   | 目尾                              | 鯰田渡交差点                          |
| 福岡県道62号北九州小竹線                               | 福岡県     | 鞍手郡   | 小竹町   | 大字勝野                          | 小竹上町交差点                        |
| 福岡県道74号宮田小竹線                                 | 福岡県     | 鞍手郡   | 小竹町   | 大字勝野                          | 小竹局入口交差点                      |
| 福岡県道476号小竹頴田線 重複区間起点                   | 福岡県     | 鞍手郡   | 小竹町   | 大字勝野                          |                                       |
| 福岡県道476号小竹頴田線 重複区間終点                   | 福岡県     | 鞍手郡   | 小竹町   | 大字勝野                          | 御徳大橋西交差点                      |
| 福岡県道461号南良津宮田線 福岡県道470号勝野下境線      | 福岡県     | 鞍手郡   | 小竹町   | 大字南良津                        | 鴻ノ巣橋西交差点                      |
| 福岡県道21号福岡直方線 福岡県道22号田川直方線          | 福岡県     | 直方市   | 直方市   | 新町                              | 勘六橋西交差点                        |
| 福岡県道27号直方芦屋線                                 | 福岡県     | 直方市   | 直方市   | 新町                              | 殿町交差点                            |
| 福岡県道467号上新入直方線                              | 福岡県     | 直方市   | 直方市   | 津田町                            |                                       |
| 福岡県道40号直方停車場線                               | 福岡県     | 直方市   | 直方市   | 日吉町                            | 日ノ出橋西交差点                      |
| 福岡県道73号直方水巻線                                 | 福岡県     | 直方市   | 直方市   | 大字頓野                          | 日ノ出橋東交差点                      |
| 福岡県道22号田川直方線 / 田川直方バイパス              | 福岡県     | 直方市   | 直方市   | 大字頓野                          | 頓野交差点                            |
| 福岡県道28号直方行橋線                                 | 福岡県     | 直方市   | 直方市   | 大字頓野                          | 西尾交差点                            |
| 国道200号 / 現道 重複区間終点 国道200号 / 直方バイパス | 福岡県     | 北九州市 | 八幡西区 | 馬場山西                          | 馬場山交差点                          |
| 福岡県道61号小倉中間線                                 | 福岡県     | 北九州市 | 八幡西区 | 池田1丁目                         | 香月東口交差点                        |
| 北九州高速4号線                                        | 福岡県     | 北九州市 | 八幡西区 | 小嶺1丁目                         | 小嶺インター入口交差点 412 小嶺出入口 |
| 福岡県道280号植木上上津役線                            | 福岡県     | 北九州市 | 八幡西区 | 町上津役（まちこうじゃく）東1丁目 | 町上津役西交差点                      |
| 国道200号 重複区間起点                                 | 福岡県     | 北九州市 | 八幡西区 | 引野1丁目                         | 引野口交差点                          |
| 国道3号 国道200号 重複区間終点 福岡県道279号本城熊手線 | 福岡県     | 北九州市 | 八幡西区 | 黒崎3丁目                         | 筒井町交差点 / 起点                   |

### 交差する鉄道
- 日田彦山線BRT
- 篠栗線（福北ゆたか線）
- 山陽新幹線

### 峠
- 福岡県
  - 嘉麻峠（東峰村 - 嘉麻市）